# 1st Word Plus
1st Word Plus war eine Textverarbeitungssoftware, die ursprünglich für den Atari ST entwickelt wurde und später auch auf andere Plattformen portiert wurde. Das Programm, das 1987 von GST Computer Systems als erweiterte Version des Vorgängers 1st Word auf den Markt gebracht wurde, zeichnete sich durch eine Vielzahl von Funktionen aus, darunter Rechtschreibprüfung, Serienbrieffunktion und Unterstützung für Fußnoten. Im Laufe der Zeit erfuhr 1st Word Plus mehrere Weiterentwicklungen und Verbesserungen, wobei die Version 4.0 von 1993 eine besonders bedeutende Überarbeitung darstellte, die eine modernisierte Benutzeroberfläche und erweiterte Funktionalitäten einführte.

## Entwicklung und Versionen
1st Word Plus war eine Textverarbeitung, die ursprünglich für den Atari ST entwickelt wurde. Das Programm baute auf dem Vorgänger 1st Word auf, das 1985 zusammen mit dem Atari 520ST erschien und jedem verkauften Rechner beilag. 1st Word Plus wurde 1987 von GST Computer Systems als erweiterte Version auf den Markt gebracht, nachdem die Bündelung von 1st Word mit dem Atari ST endete.
Die erste Version von 1st Word Plus (1.89) erschien vollständig in deutscher Sprache und fügte eine Reihe von Funktionen hinzu, die in 1st Word noch gefehlt hatten. Zu den wichtigsten Neuerungen gehörten eine Rechtschreibprüfung, eine Serienbrieffunktion sowie die Unterstützung von Fußnoten und anderen Funktionen für die Bearbeitung längerer Dokumente. Das Programm nutzte von Anfang an die Möglichkeiten der grafischen Benutzeroberfläche und unterstützte das WYSIWYG-Prinzip. Allerdings war die Textformatierung zunächst auf eine Schriftart sowie Fett- und Kursivschrift und Unterstreichungen beschränkt.
Im Laufe der Zeit wurde 1st Word Plus kontinuierlich weiterentwickelt. Version 2.0 wurde von einem Team um Mike Bees, Howard Chalkley, Phil Champ, Martin Dickens, Chris Scheybeler und Alun Gladman erstellt. Ende 1998 folgte Version 3.0, gefolgt von mehreren 3.x-Releases. Die letzte Version für den Atari ST war 3.20TT, die Anfang 1991 speziell für die Atari-TT030-Rechner angepasst wurde.
Eine bedeutende Weiterentwicklung stellte Version 4.0 dar, die 1993 von Compo Software veröffentlicht wurde. Diese Version unterschied sich grundlegend von den Vorgängern und nutzte ein neues Dateiformat. Die Benutzeroberfläche und Menüinhalte wurden stark modernisiert. Zu den Neuerungen gehörten verschiebbare Dialogboxen, eine verbesserte Tastaturbedienung und ein neues Druckkonzept mit Unterstützung für Speedo-Fonts.
Version 4.0 führte das Konzept der „Absatzlayouts“ ein, bei dem jeder Absatz als eigenständige Einheit behandelt wurde. Dies ermöglichte eine flexiblere Textgestaltung und einfachere Umformatierungen. Die Bildverarbeitung wurde verbessert, sodass importierte .img-Bilder nun innerhalb des Programms skaliert werden konnten. Auch die Platzierung von Bildern und Text wurde flexibler, was einen Schritt in Richtung Desktop-Publishing darstellte.
Die Rechtschreibprüfung und Silbentrennung wurden in Version 4.0 deutlich verbessert. Das Programm nutzte nun das „Correct Spell German“-System von Houghton Mifflin mit einer adaptierten Wortliste von Langenscheidt, was zu einer zuverlässigeren Erkennung auch komplexer deutscher Wörter führte.
1st Word Plus wurde nicht nur für den Atari ST entwickelt, sondern auch auf andere Plattformen portiert. Es gab Versionen für Acorn-RISC-Rechner und IBM-PCs, auf denen die grafische Benutzeroberfläche GEM installiert war. Diese Portierungen trugen zur weiten Verbreitung des Programms bei.
Trotz der kontinuierlichen Weiterentwicklung behielt 1st Word Plus über die verschiedenen Versionen hinweg seine Grundphilosophie der einfachen Bedienbarkeit bei. Dies, kombiniert mit den erweiterten Funktionen, machte es zu einem der meistverkauften Programme für TOS-Computer. Die Möglichkeit, ältere Dokumente in neueren Versionen zu öffnen, erleichterte den Anwendern den Umstieg auf aktualisierte Versionen.

## Funktionen und Merkmale
Das für ATARI-ST-Rechner entwickelte Textverarbeitungsprogramm 1st Word Plus bietet eine Vielzahl von Funktionen für die Erstellung und Bearbeitung von Texten bietet. Das Programm ermöglicht die Erzeugung von Fließtext mit automatischem Zeilen- und Seitenumbruch, was die Textgestaltung erheblich erleichtert. Eine bemerkenswerte Eigenschaft von 1st Word Plus ist die halbautomatische Silbentrennung, die beim Zeilenumbruch zum Einsatz kommt und weiche Trennstriche (ASCII Hex 19) verwendet.
Zu den grundlegenden Funktionen des Programms gehört die Möglichkeit, bis zu vier Dokumente gleichzeitig in vier GEM-Fenstern zu bearbeiten, was die Arbeit an mehreren Texten parallel ermöglicht. Die Textausrichtung kann flexibel gestaltet werden, indem der Benutzer zwischen linksbündig, zentriert, rechtsbündig oder Blocksatz wählen kann. Diese Optionen tragen zur verbesserten Lesbarkeit und professionellen Gestaltung der Dokumente bei.
Eine besondere Stärke von 1st Word Plus liegt in der Fußnotenverwaltung, die es Benutzern ermöglicht, Anmerkungen und Quellenangaben strukturiert einzufügen. Darüber hinaus verfügt das Programm über ein integriertes Wörterbuch, das bei der Rechtschreibkorrektur unterstützt. Diese Funktion kann wahlweise schon bei der Texteingabe aktiviert werden, was die Effizienz beim Schreiben erhöht.
Ein weiteres nennenswertes Merkmal von 1st Word Plus ist die Fähigkeit, Grafiken im GEM-Image-Format (*.img) in Dokumente einzubinden. Dies erweitert die Möglichkeiten der Textgestaltung, obwohl die freie Positionierung und das Umfließen von Text um die Grafiken nicht unterstützt werden.
Die Formatierung von Dokumenten wird durch verschiedene Einstellungsmöglichkeiten erleichtert. Im Seitenformat-Dialog können Benutzer die oberen und unteren Seitenränder, die Seitenlänge und den Zeilenvorschub anpassen. Zudem lassen sich kurze Kopf- oder Fußzeilen linksbündig, zentriert oder rechtsbündig einfügen. Die Zeilenlänge und Tabulatoren können im Lineal (Absatzformat) eingestellt werden, wobei für jeden Absatz ein neues Lineal verwendet werden kann.
Eine Besonderheit von 1st Word Plus ist die interne Verwendung von unproportionalen Schriftarten, bei denen jedes Zeichen die gleiche Breite hat. Dies hat den Vorteil, dass der Satzspiegel eines mit der Standardschriftart Pica geschriebenen Textes auch dann erhalten bleibt, wenn der Text als ASCII-Datei abgespeichert wird. Einzüge und Tabulatoren werden dabei durch eine entsprechende Anzahl von Leerzeichen ersetzt, was besonders bei der Erstellung von Texten für spezielle Anwendungen wie das PACDrive von Nutzen sein kann.
Für den Druck verwendet 1st Word Plus eigene, einfach editierbare Druckertreiber und druckerinterne Schriftarten. Die Qualität der Druckertreiber kann jedoch je nach Drucker variieren. Zu den Druckertreibern (*.cfg) werden auch die ASCII-Quelltexte mitgeliefert, was eine Anpassung an spezifische Druckeranforderungen ermöglicht.
Ein bemerkenswertes Feature ist das mitgelieferte Hilfsprogramm 1st-Xtra, das die Konvertierung zwischen 1st-Word-Plus-Dateien und ASCII-Dateien ermöglicht. Dies erleichtert den Datenaustausch und die Bearbeitung von Texten auf verschiedenen Plattformen, was in Zeiten der elektronischen Datenkommunikation zunehmend an Bedeutung gewinnt.

## Systemkompatibilität
1st Word Plus zeichnete sich durch eine bemerkenswerte Systemkompatibilität aus, die es zu einem vielseitigen Werkzeug für verschiedene Computerplattformen machte. Die Software wurde ursprünglich für den Atari ST konzipiert, fand aber schnell ihren Weg auf andere Systeme.
Eine der bemerkenswerten Eigenschaften von 1st Word Plus war seine Fähigkeit, auf verschiedenen Betriebssystemen zu laufen, die den Graphical Environment Manager (GEM) unterstützten. Dies ermöglichte eine breite Nutzerbasis über verschiedene Hardwareplattformen hinweg. Neben dem Atari ST, für den es ursprünglich entwickelt wurde, konnte 1st Word Plus auch auf IBM-PCs mit installiertem GEM genutzt werden. Diese Flexibilität machte das Programm besonders attraktiv für Nutzer, die zwischen verschiedenen Systemen wechseln mussten oder in gemischten Computerumgebungen arbeiteten.
Die Systemkompatibilität von 1st Word Plus erstreckte sich auch auf die Acorn-RISC-Rechner, was seine Vielseitigkeit weiter unterstrich. Diese Anpassungsfähigkeit an verschiedene Hardwarearchitekturen zeigte die technische Raffinesse des Programms und seiner Entwickler. Es ermöglichte Nutzern, die von einer Plattform zur anderen wechselten, ihre gewohnte Arbeitsumgebung beizubehalten.
Ein weiterer Aspekt der Systemkompatibilität von 1st Word Plus war seine Fähigkeit, mit verschiedenen Druckertechnologien zu arbeiten. Das Programm war in der Lage, effizient mit Nadel- und Typenraddrucker zusammenzuarbeiten, was es zu einem praktischen Werkzeug für eine Vielzahl von Ausgabegeräten machte. Diese Vielseitigkeit in der Druckerunterstützung war besonders wichtig in einer Zeit, in der die Druckertechnologie sich rasch entwickelte und verschiedene Standards nebeneinander existierten.
Die Dateiformatkompatibilität war ein weiterer wichtiger Aspekt der Systemkompatibilität von 1st Word Plus. Das Programm verwendete ein eigenes Dateiformat (.doc), das aufgrund der weiten Verbreitung des Programms zu einem De-facto-Standard wurde. Dies erleichterte den Datenaustausch zwischen verschiedenen Systemen und Nutzern erheblich. Andere Softwareanbieter, insbesondere im RISC-OS-Umfeld, boten Unterstützung für das 1st-Word-Dateiformat an, was die Interoperabilität weiter verbesserte.
Interessanterweise wurde 1st Word Plus auch für andere, weniger verbreitete Systeme angepasst. Es gab Versionen für den Torch XXX sowie für Digital Research's CP/M und FlexOS. Diese breite Unterstützung verschiedener Plattformen unterstreicht die Flexibilität und Anpassungsfähigkeit des Programms.
Die Systemkompatibilität von 1st Word Plus erstreckte sich auch auf die Integration mit anderen Softwareprodukten. Es wurde als nützliche Ergänzung zum Acorn Desktop Publisher angesehen, einem Derivat der Timeworks-Software von GST. Diese Kompatibilität ermöglichte es Nutzern, ein umfassendes Dokumentenerstellungssystem auf ihren Computern einzurichten, was besonders für Benutzer mit 2 MB RAM vorteilhaft war.

## Bedeutung und Verbreitung
1st Word Plus etablierte sich als bedeutende Textverarbeitungssoftware für Atari-ST-Computer in den späten 1980er Jahren. Das Programm stellte eine erhebliche Weiterentwicklung gegenüber seinem Vorgänger 1st Word dar und bot zahlreiche neue Funktionen, die es zu einem leistungsfähigen Werkzeug für die Textverarbeitung machten.
Die Software zeichnete sich durch eine Vielzahl von Verbesserungen und Erweiterungen aus. So verfügte 1st Word Plus über eine Rechtschreibprüfung mit einem Wörterbuch von 40.000 Wörtern, eine Funktion zur Serienbrieferstellung sowie die Möglichkeit, Fußnoten einzufügen. Auch eine halbautomatische Silbentrennung war integriert. Die Rechtschreibprüfung konnte sogar während des Schreibens im Hintergrund laufen, was für die damalige Zeit eine fortschrittliche Funktion darstellte.
1st Word Plus bot zudem eine Statistikfunktion, die Informationen wie die Anzahl der Zeichen und Seiten eines Dokuments anzeigte. Die Benutzeroberfläche wurde im Vergleich zum Vorgänger leicht modifiziert, wobei die verfügbaren Zeichencodes nun in der Bildschirmmitte angezeigt wurden, um Platz für die Darstellung von Steuertasten wie Löschen und Eingabe zu schaffen.
Die Bedeutung von 1st Word Plus für die Atari-ST-Plattform wird in zeitgenössischen Quellen deutlich. So beschrieb die Fachzeitschrift ST-Computer das Programm als „gewaltigen Nachfolger“ von 1st Word. Die Publikation hob hervor, dass 1st Word Plus eine große Anzahl wichtiger Funktionen hinzugefügt und einige Unbequemlichkeiten des Vorgängers behoben hatte.
Die Verbreitung und Akzeptanz von 1st Word Plus lässt sich auch an der Tatsache ablesen, dass es Gegenstand von Tipps und Tricks in Fachzeitschriften war. So widmete sich ein Artikel im Magazin ST-Computer den Möglichkeiten, die Arbeit mit dem Programm weiter zu optimieren. Dabei wurde 1st Word Plus als Software beschrieben, die „alle Fähigkeiten moderner Textverarbeitung bietet“ und über einen entsprechend großen Funktionsvorrat verfügt.
Die Komplexität und der Funktionsumfang von 1st Word Plus spiegelten sich auch in der Dokumentation wider. Das Handbuch war umfangreich und detailliert, was die Vielseitigkeit des Programms unterstreicht. Mit 69 Funktionen bot 1st Word Plus ein breites Spektrum an Möglichkeiten für die Textverarbeitung, was seine Bedeutung als fortschrittliches Werkzeug für Atari-ST-Nutzer untermauert.